# Verin Ptghni
Verin Ptghni (in armeno Վերին Պտղնի?) è un comune dell'Armenia di 898 abitanti (2008) della provincia di Kotayk'.